# La Neuville-au-Pont
La Neuville-au-Pont ist eine französische Gemeinde mit 489 Einwohnern (Stand 1. Januar 2022) im Département Marne in der Region Grand Est. Sie gehört zum Arrondissement Châlons-en-Champagne und zum Kanton Argonne Suippe et Vesle.

## Lage
La Neuville-au-Pont liegt etwa 45 Kilometer ostnordöstlich von Châlons-en-Champagne am Fluss Aisne. An der nordwestlichen Grenze verläuft sein späterer Zufluss Bionne.
Nachbargemeinden sind Vienne-la-Ville im Norden, Moiremont im Osten, Chaudefontaine im Süden, Maffrécourt im Westen und Südwesten, Dommartin-sous-Hans im Westen sowie Courtémont im Westen und Nordwesten.

## Bevölkerungsentwicklung
| Jahr                       | 1962 | 1968 | 1975 | 1982 | 1990 | 1999 | 2006 | 2011 | 2018 |
| Einwohner                  | 646  | 556  | 547  | 509  | 578  | 580  | 588  | 563  | 545  |
| Quellen: Cassini und INSEE |      |      |      |      |      |      |      |      |      |

## Sehenswürdigkeiten
- Kirche Mariä Geburt
- Rathaus (Mairie), 1869 von Eugène Rouyer erbaut

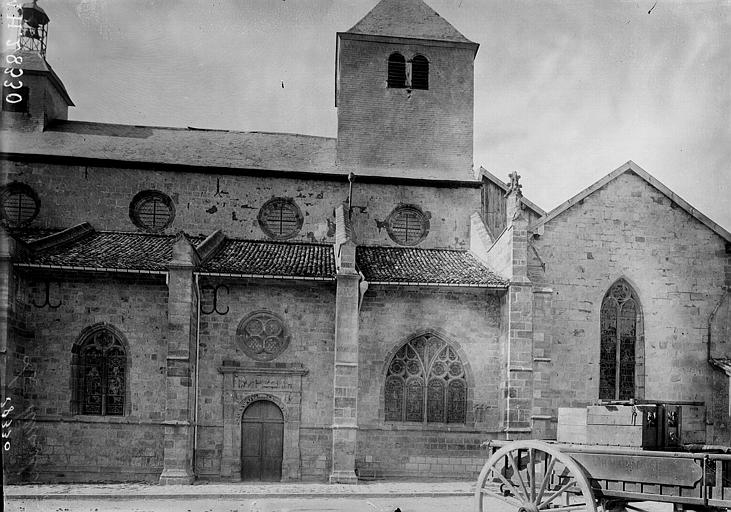
Kirche Mariä Geburt Anfang des 20. Jahrhunderts

## Persönlichkeiten
- Jean-Nicolas Buache (1741–1825), Geograf
- Charles-François Beautemps-Beaupré (1766–1854), Kartograf und Entdecker
- Louis-Augustin Marmottin (1875–1960), Bischof von Saint-Dié (1930–1940), Erzbischof von Reims (1940–1960)